# Franz Joseph von Thurn und Taxis

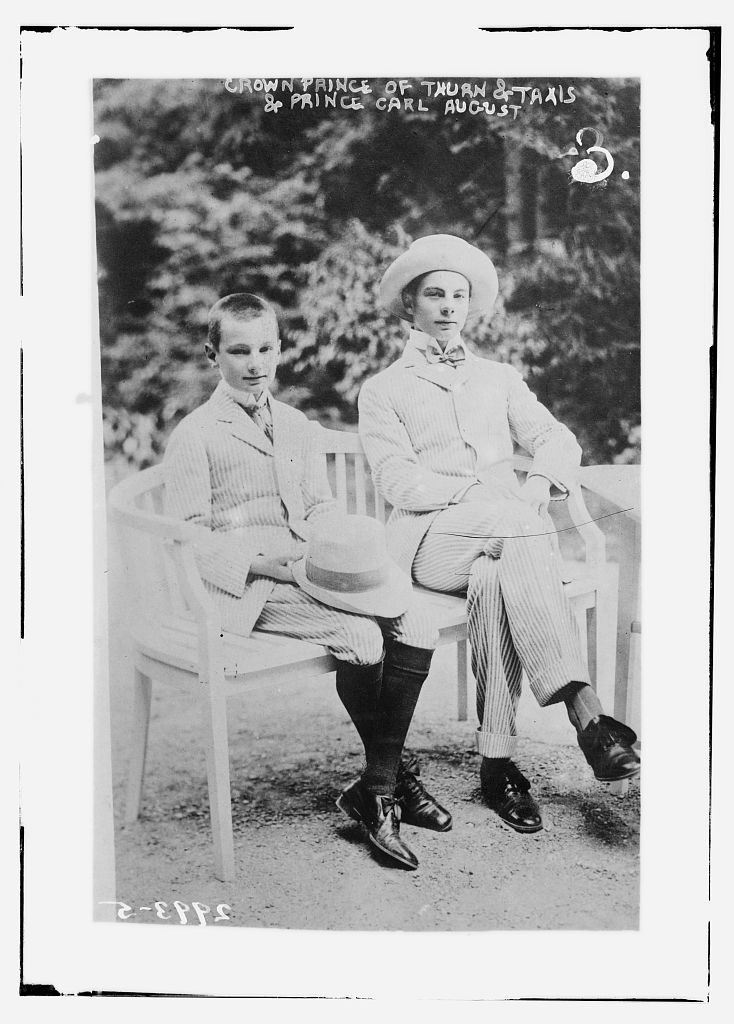
Franz Joseph und sein Bruder Karl August

Franz Joseph Maximilian Maria Antonius Ignatius Lamoral Prinz von Thurn und Taxis (* 21. Dezember 1893 in Regensburg; † 13. Juli 1971 in Schloss Haus (Neueglofsheim)) war bis 1918 Erbprinz der Familie von Thurn und Taxis. Als Oberhaupt der Familie nannte er sich seit 1952 Fürst von Thurn und Taxis und war so auch bis zu seinem Tod 1971 allgemein bekannt.

## Leben

Wappen des Fürstenhauses von Thurn und Taxis

Franz Joseph war der älteste Sohn des Fürsten Albert von Thurn und Taxis und der Erzherzogin Margarethe Klementine von Österreich. Bei seiner Taufe war der österreichische Kaiser Franz Joseph I. Pate. Er hatte sechs jüngere Brüder und eine Schwester. Einer seiner Brüder war Max Emanuel Prinz von Thurn und Taxis (1902–1994), der als Pater Emmeram Mitglied des Benediktinerordens wurde.
Nach einer humanistischen Ausbildung durch Privatlehrer und der erfolgreichen Reifeprüfung studierte er seit dem Wintersemester 1912 an den Universitäten von Straßburg und Leipzig. Wegen des Ausbruchs des Ersten Weltkrieges konnte er seine Studien nicht abschließen und trat am 6. August 1914 dem preußischen Eliteregiment Gardes du Corps bei. Während des Krieges wurde er zum Oberleutnant befördert und kehrte nach dem Ende des Krieges im Januar 1919 nach Regensburg zurück.
Franz Joseph Prinz von Thurn und Taxis heiratete am 23. November 1920 in Bronnbach bei Wertheim Elisabeth von Braganza (1894–1970). Zusammen mit seiner Ehefrau lebte er auf Schloss Haus (Neueglofsheim) in Thalmassing, wo er die Güter bewirtschaftete und seinen Interessen wie der Jagd, Geschichte und Kunst nachging. Seine große Privatbibliothek vermachte er später der Fürst Thurn und Taxis Hofbibliothek.
Aus der Ehe mit Elisabeth von Braganza gingen fünf Kinder hervor, von denen vier das Erwachsenenalter erreichten. Franz Joseph von Thurn und Taxis trat im Jahr 1930 der demokratie- und republikfeindlichen Vereinigung Stahlhelm bei und wie sein Vater Albert auf dem Bayerischen Stahlhelm-Tag in Regensburg auf. Der Herausgeber und Chefredakteur der antinazistischen Zeitschrift Der Gerade Weg Fritz Gerlich bezeichnete Franz Joseph von Thurn und Taxis im Juli 1932 als einen von 1000 Prinzen, die Adolf Hitler unterstützten. In der Zeit des Nationalsozialismus wurde er als Mitglied des Deutschen Offiziersbunds und des Stahlhelms Reserveoffizier der „SA-Reserve I“. Nach dem Ausbruch des Zweiten Weltkrieges wurde er durch den Überfall auf Polen im Alter von 46 Jahren eingezogen und nahm bis Ende Juni 1940 am Westfeldzug gegen Frankreich teil. Anschließend war er zweieinhalb Jahre als Besatzungsoffizier in Frankreich stationiert, bis er nach einem Erlass Hitlers über die „Wehrunfähigkeit des deutschen Hochadels“ rückwirkend zum 31. März 1944 durch General Keitel aus der Wehrmacht entlassen wurde. Sein einziger Sohn Gabriel war am 17. Dezember 1942 in der Schlacht von Stalingrad gefallen. Er fand seine letzte Ruhestätte auf dem Heldenfriedhof der 113. Infanteriedivision in Bol Rossoschka, ungefähr 30 Kilometer westlich Stalingrad.
Franz Joseph von Thurn und Taxis bewohnte die meiste Zeit des Jahres das Schloss Haus, verbrachte aber den Winter im Regensburger Schloss St. Emmeram. Neben der Verwaltung der Familiengüter widmete er sich zunehmend der Aufarbeitung der Geschichte Regensburgs und der ehemaligen Abtei St. Emmeram, des Wohnsitzes der Familie von Thurn und Taxis.
Franz Joseph von Thurn und Taxis erhielt am 21. Dezember 1963 den Ehrenbürgerbrief der Stadt Regensburg, „in Würdigung der hohen Verdienste um die wirtschaftlichen, sozialen und kulturellen Anliegen“. Er war Ehrenmitglied der katholischen Studentenverbindung KDStV Rupertia Regensburg. Zur Erinnerung an die von seinen Ahnen gegründete Post fuhr Franz Joseph von Thurn und Taxis einen auffällig lackierten postgelben Mercedes 300. Seine Briefe mussten von der Deutschen Bundespost unentgeltlich befördert werden.
Im Jahre 1966 eröffnete er das neue Marstallmuseum mit seinen Beständen an Prunkkutschen und Schlitten. Nachdem der Archivdirektor Max Piendl im Jahre 1961 bei seinen Untersuchungen zur Baugeschichte herausgefunden hatte, dass der Klosterbibliothekssaal in den Jahren 1730/31 von Cosmas Damian Asam ausgemalt und 1812 übertüncht worden war, ließ Franz Joseph von Thurn und Taxis die spätbarocken Fresken freilegen und bis 1969 wiederherstellen.
Er überlebte seine Ehefrau, die am 12. Januar 1970 verstarb, nur um eineinhalb Jahre. Er starb nach schwerer Krankheit am 13. Juli 1971 und wurde in der Gruftkapelle von Schloss St. Emmeram beigesetzt. In Regensburg wurde die Erbprinz-Franz-Joseph-Straße nach ihm benannt. Nach seinem Tod ging die oberste Leitung des gesamten Familienbesitzes, des in fürstlichen Testamenten und im Hausgesetz aus dem 18. Jahrhundert bezeichneten Haus- und Stammvermögens, an seinen nächstjüngeren Bruder Karl August über. Chef der Gesamtverwaltung bzw. Generaldirektor war dessen Sohn Johannes.

## Ehrungen
- 1959 Bayerischer Verdienstorden
- 1963 Großes Bundesverdienstkreuz mit Stern und Schulterband, überreicht von Alfons Goppel.[15]
- 1963 Ehrenbürger der Stadt Regensburg[16]

## Vorfahren
| Ahnentafel Franz Joseph von Thurn und Taxis (1893–1971) | Ahnentafel Franz Joseph von Thurn und Taxis (1893–1971)                                                          | Ahnentafel Franz Joseph von Thurn und Taxis (1893–1971)                                                          | Ahnentafel Franz Joseph von Thurn und Taxis (1893–1971)                                                          | Ahnentafel Franz Joseph von Thurn und Taxis (1893–1971)                                                          | Ahnentafel Franz Joseph von Thurn und Taxis (1893–1971)                                                                     | Ahnentafel Franz Joseph von Thurn und Taxis (1893–1971)                                                                     | Ahnentafel Franz Joseph von Thurn und Taxis (1893–1971)                                                                     | Ahnentafel Franz Joseph von Thurn und Taxis (1893–1971)                                                                     |
| ------------------------------------------------------- | --- | --- | --- | --- | --- | --- | --- | --- |
| Urgroßeltern                                            | Fürst Maximilian Karl von Thurn und Taxis (1802–1871) ⚭ 1828 Frauen Wilhelmine von Dörnberg (1803–1835)          | Fürst Maximilian Karl von Thurn und Taxis (1802–1871) ⚭ 1828 Frauen Wilhelmine von Dörnberg (1803–1835)          | Herzog Max Joseph in Bayern (1808–1888) ⚭ 1828 Herzogin Ludovika Wilhelmine von Bayern (1808–1892)               | Herzog Max Joseph in Bayern (1808–1888) ⚭ 1828 Herzogin Ludovika Wilhelmine von Bayern (1808–1892)               | Erzherzog Joseph Anton Johann von Österreich (1776–1847) ⚭ 1819 Erzherzogin Maria Dorothea von Württemberg (1797–1855)      | Erzherzog Joseph Anton Johann von Österreich (1776–1847) ⚭ 1819 Erzherzogin Maria Dorothea von Württemberg (1797–1855)      | Prinz August von Sachsen-Coburg und Gotha (1818–1881) ⚭ 1843 Prinzessin Clementine d’Orléans (1817–1907)                    | Prinz August von Sachsen-Coburg und Gotha (1818–1881) ⚭ 1843 Prinzessin Clementine d’Orléans (1817–1907)                    |
| Großeltern                                              | Fürst Maximilian Anton von Thurn und Taxis (1831–1867) ⚭ 1858 Herzogin Helene in Bayern (1834–1890)              | Fürst Maximilian Anton von Thurn und Taxis (1831–1867) ⚭ 1858 Herzogin Helene in Bayern (1834–1890)              | Fürst Maximilian Anton von Thurn und Taxis (1831–1867) ⚭ 1858 Herzogin Helene in Bayern (1834–1890)              | Fürst Maximilian Anton von Thurn und Taxis (1831–1867) ⚭ 1858 Herzogin Helene in Bayern (1834–1890)              | Erzherzog Joseph Karl Ludwig von Österreich (1833–1905) ⚭ 1864 Prinzessin Clotilde von Sachsen-Coburg und Gotha (1846–1927) | Erzherzog Joseph Karl Ludwig von Österreich (1833–1905) ⚭ 1864 Prinzessin Clotilde von Sachsen-Coburg und Gotha (1846–1927) | Erzherzog Joseph Karl Ludwig von Österreich (1833–1905) ⚭ 1864 Prinzessin Clotilde von Sachsen-Coburg und Gotha (1846–1927) | Erzherzog Joseph Karl Ludwig von Österreich (1833–1905) ⚭ 1864 Prinzessin Clotilde von Sachsen-Coburg und Gotha (1846–1927) |
| Eltern                                                  | Fürst Albert von Thurn und Taxis (1867–1952) ⚭ 1890 Erzherzogin Margarethe Klementine von Österreich (1870–1955) | Fürst Albert von Thurn und Taxis (1867–1952) ⚭ 1890 Erzherzogin Margarethe Klementine von Österreich (1870–1955) | Fürst Albert von Thurn und Taxis (1867–1952) ⚭ 1890 Erzherzogin Margarethe Klementine von Österreich (1870–1955) | Fürst Albert von Thurn und Taxis (1867–1952) ⚭ 1890 Erzherzogin Margarethe Klementine von Österreich (1870–1955) | Fürst Albert von Thurn und Taxis (1867–1952) ⚭ 1890 Erzherzogin Margarethe Klementine von Österreich (1870–1955)            | Fürst Albert von Thurn und Taxis (1867–1952) ⚭ 1890 Erzherzogin Margarethe Klementine von Österreich (1870–1955)            | Fürst Albert von Thurn und Taxis (1867–1952) ⚭ 1890 Erzherzogin Margarethe Klementine von Österreich (1870–1955)            | Fürst Albert von Thurn und Taxis (1867–1952) ⚭ 1890 Erzherzogin Margarethe Klementine von Österreich (1870–1955)            |
| Franz Joseph von Thurn und Taxis (1893–1971)            | | | | | | | | |